# Domašov u Šternberka
Domašov u Šternberka, bis 1924 Domašov (deutsch Domeschau) ist eine Gemeinde in Tschechien. Sie liegt vier Kilometer südöstlich von Šternberk und gehört zum Okres Olomouc.

## Geographie
Domašov u Šternberka befindet sich in der zum Niederen Gesenke gehörenden Domašovská vrchovina (Domstadtler Bergland) auf einer Kuppe über den Tälern der Bäche Trusovický potok, Domašovka (Schwefelbach) und Aleš. Nördlich erhebt sich der Větrník (564 m), im Nordosten der Hraničný (Petersdorfer Berg, 636 m) und die Skalice (Pfaffenberg, 616 m), östlich die Koruna (Kronberg, 573 m) und der Tepenec (Rottberg, 504 m), im Südosten die Jedlina (Deckenberg, 616 m) und die Jedová (Sauberg, 633 m) sowie südlich die Komolá (438 m).
Nachbarorte sind Stachov und Těšíkov im Norden, Těšíkovský Mlýn und Hraničné Petrovice im Nordosten, Na Mlýnku und Jívová im Osten, Hrubá Voda und Pohořany im Südosten, Véska und Bělkovice-Lašťany im Süden, Štarnov und Moravská Huzová im Südwesten, Stádlo, Lužice und Lhota im Westen sowie Šternberk im Nordwesten.

## Geschichte
Die erste schriftliche Nachricht über Domassow erfolgte in einer auf 1220 datierten Bestätigung des Königs Ottokar I. Přemysl über die Grenzziehung zwischen dem Kloster Hradisko und den Gütern seiner Schwägerin Hedwig im strittigen Wald zwischen Lasseziany und dem Gebirge, die sich als Fälschung aus der ersten Hälfte 14. Jahrhundert erwiesen hat. Darin wurde angeblich ein Grenzverlauf entlang der Bäche Hranyczny (Hraničný potok) und Lodenicz festgeschrieben. Der Ort entstand wahrscheinlich während der Kolonisation des Berglandes durch das Bistum Olmütz als Waldhufendorf und wurde durch slawische Siedler angelegt. Seit 1427 ist ein Erbgericht nachweislich. Während der in der Mitte des 16. Jahrhunderts geführten Streitigkeiten zwischen der Stadt Olmütz und dem Kloster Hradisko verpflichtete der mährische Landeshauptmann Jan von Lomnice und Meziříčí auf Anordnung König Ladislaus Postumus in einem Vergleich die Untertanen zur Gehorsamkeit gegenüber dem Abt Johann sowie zur Zahlung von Abgaben an die Stadt Olmütz. Aus den Grundbüchern des Klosters Hradisko ist anhand der Namen der Grundstücksbesitzer ersichtlich, dass zwischen 1606 und 1700 eine Germanisierung des Dorfes erfolgte. Ab 1604 wurde der Ort als Domašov, ab 1661 als Domischau, ab 1677 als Domeschau und 1771 als Domassowium bezeichnet. Während des Dreißigjährigen Krieges soll das Erbgericht während des dänischen Einfalls von 1627 niedergebrannt worden sein. Die Wiederbesiedlung des durch den langen Krieg verödeten Dorfes erfolgte offensichtlich durch deutsche Kolonisten. Später kam Domeschau zu den Gütern des von Albrecht von Sternberg gegründeten Klosters der Augustinerchorherren in Sternberg. Die Matriken wurde seit 1636 in Sternberg und ab 1782 im Ort geführt. Erneute Truppendurchzüge erfolgten 1758 während des Siebenjährigen Krieges vor der Schlacht bei Domstadtl. Im Jahre 1766 wurde die Pfarre Domeschau eingerichtet. Nach der Aufhebung des Sternberger Augustinerklosters wurde das Dorf 1784 dem Religionsfonds zugeordnet und später an Philipp Ludwig Graf Saint-Genois d’Aneaucourt verkauft. Domeschau war ein Weberdorf. Die meisten der Bewohner verdienten sich ein Zubrot zur wenig ertragreichen Landwirtschaft durch die Hausweberei. Mit dem Entstehen der ersten Textilmanufakturen verdingte sich ein Teil als Lohnarbeiter in Sternberg.
Nach der Aufhebung der Patrimonialherrschaften bildete Domeschau/Domašov u Šternberka ab 1850 eine Gemeinde in der Bezirkshauptmannschaft Sternberg. Ab 1884 wurde eine Zeitlang die tschechische Namensform Damašov verwendet. Nach dem Ersten Weltkrieg und dem Zusammenbruch der k.u.k. Monarchie gehörte Lippein ab dem 29. Oktober 1918 zur Provinz Sudetenland und wurde 1919 gegen den Willen der deutschen Bewohner der Tschechoslowakei zugesprochen. Die tschechische Namensform Domašov u Šternberka wurde 1924 eingeführt. 1930 hatte das Dorf 504 Einwohner, 1939 waren es 540. Nach dem Münchner Abkommen wurde Domeschau am 8. Oktober 1938 dem Deutschen Reich zugeschlagen und dem Landkreis Sternberg zugeordnet. Am 5. Mai 1945 nahm die Rote Armee den Ort ein. Nach dem Ende des Zweiten Weltkriegs kam die Gemeinde wieder zur Tschechoslowakei zurück. Tschechische Siedler kamen in den Ort und der Besitz der Deutschen wurde konfisziert. Die meisten deutschen Bewohner wurden 1946 vertrieben. Im Zuge der Gebietsreform von 1960 wurde der Okres Šternberk aufgehoben und die Gemeinde dem Okres Olomouc zugeordnet. 1975 erfolgte die Eingemeindung nach Šternberk. Domašov u Šternberka löste sich zum 1. Jänner 1991 wieder von Šternberk los und bildet seither eine eigene Gemeinde. Heute ist das Dorf ein Erholungsort.

## Gemeindegliederung
Für die Gemeinde Domašov u Šternberka sind keine Ortsteile ausgewiesen.

## Sehenswürdigkeiten
- Kirche des hl. Martin, erbaut 1788
- Kapelle auf dem Dorfplatz
- Steinkreuz mit Pietafigur an der Kirche, geschaffen 1872
- Bildstock
- Statue des hl. Antonius von Padua
- Gedenkstein für die Gefallenen des Ersten Weltkrieges, errichtet 1932
- Reste der Burg Tepenec (Karlsburg bzw. Twingenberg), westlich des Ortes über der Mündung des Jívovský potok in den Trusovický potok. Nachdem Markgraf Karl den Berg Rotiberg 1340 von Bischof Jan Volek erworben hatte, ließ er dort eine markgräfliche Burg anlegen. Sie wurde zum Ende des 14. Jahrhunderts während des mährischen Bruderkrieges zerstört. Philipp Ludwig Graf Saint-Genois ď Aneaucourt ließ 1825 auf dem Tepenec einen als Philippspyramide bezeichneten Obelisken aufstellen und daneben den nach seiner Frau benannten Johannatempel errichten, den Nachbau eines antiken Tempels. Durch den im 19. Jahrhundert am Tepenec aufgenommenen Steinbruch wurde fast der gesamte Berg abgebaut, so dass von der Burg nur noch Mauerreste der Vorbefestigungen erhalten sind.